# اقتصاد ميانمار

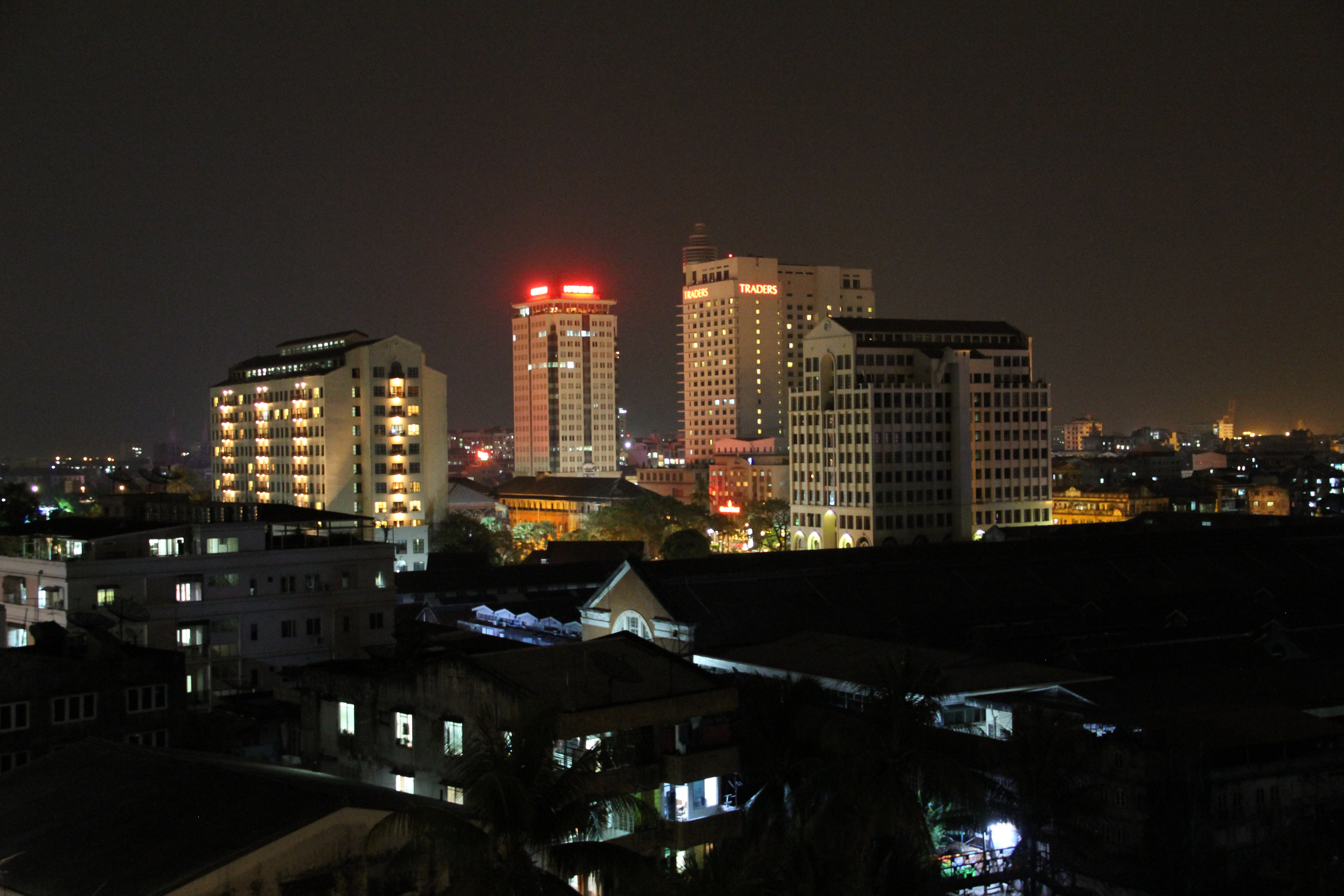
يانغون

اقتصاد ميانمار (المعروفة أيضًا باسم بورما) هو اقتصاد ناشئ إذ بلغ ناتجها المحلي الإجمالي الاسمي 69.322 مليار دولار في عام 2017، في حين بلغ ناتجها المحلي الإجمالي المعدل وفقًا للقوة الشرائية حسب تقديرات البنك الدولي لعام 2018 مبلغ 327.629 مليار دولار. من المقدّر أن يبلغ الناتج المحلي الإجمالي على تعادل القوة الشرائية للفرد 6,509 ألف دولار، وأن يبلغ الناتج المحلي الإجمالي الاسمي للفرد 1,490 ألف دولار.
حازت ميانمار المركز 127 في مؤشر الابتكار العالمي عام 2021، وتقدمت للمركز 125 في مؤشر عام 2024.

## مشاكل داخلية لم تحل بعد
في أول دراسة على مستوى البلد، وجدت حكومة ميانمار أن 37% من سكان البلد عاطلون عن العمل، وأن 26% منهم يعيشون تحت خط الفقر.
إن للحالة الاقتصادية الراهنة في بورما أثر كبير على الشعب البورمي، إذ تؤدي الصعوبات الاقتصادية إلى تأخير في الزواج وبناء الأسرة. يبلغ متوسط سن الزواج في بورما 27.5 عام للرجال و26.4 عام للنساء، وهو معدل لا مثيل له تقريبًا في المنطقة باستثناء الدول المتقدمة مثل سنغافورة.
إن معدل الخصوبة في بورما منخفض أيضًا، إذ يبلغ 2.07 طفل لكل امرأة (2010)، لا سيما بالمقارنة مع بلدان أخرى في جنوب شرق آسيا ذات وضع اقتصادي مماثل، مثل كمبوديا (3.18) ولاوس (4.41)، ما يمثّل انخفاضًا كبيرًا عن عام 1983 حين بلغ المتوسط 4.41، على الرغم من عدم وجود سياسة سكانية محلية. يُعزى ذلك جزئيًا على الأقل إلى الضغط الاقتصادي الذي يفرضه الأطفال الإضافيون على دخل الأسرة، ما أدى بدوره إلى انتشار عمليات الإجهاض غير القانونية في البلاد، فضلًا عن استخدام أساليب أخرى لتحديد النسل.
تضمن مشروع قانون الاستثمار الأجنبي لعام 2012 اقتراحًا بتحويل لجنة الاستثمار في ميانمار من هيئة تعينها الحكومة إلى مجلس مستقل، ومن شأن ذلك أن يسهم في تحقيق شفافية أكبر في عملية إصدار تراخيص الاستثمار، وفقًا للإصلاحات المقترحة التي وضعها الخبراء وكبار المسؤولين. لكن حتى في ظل هذا المقترح، سوف يظل التساؤل حول ما إذا كان من الممكن التعامل مع الفساد في الحكومة (فقد ظهرت صلاتٌ بين بعض كبار المسؤولين داخل الحكومة وتجارة المخدرات، فضلًا عن العديد من الصناعات التي تستخدم السخرة، مثل صناعة التعدين).
هناك العديد من المناطق المحظورة بالنسبة للأجانب، والتي ما زالت الحكومة في بعضها في حالة حرب مع بعض المجموعات العرقية.

## الصناعات

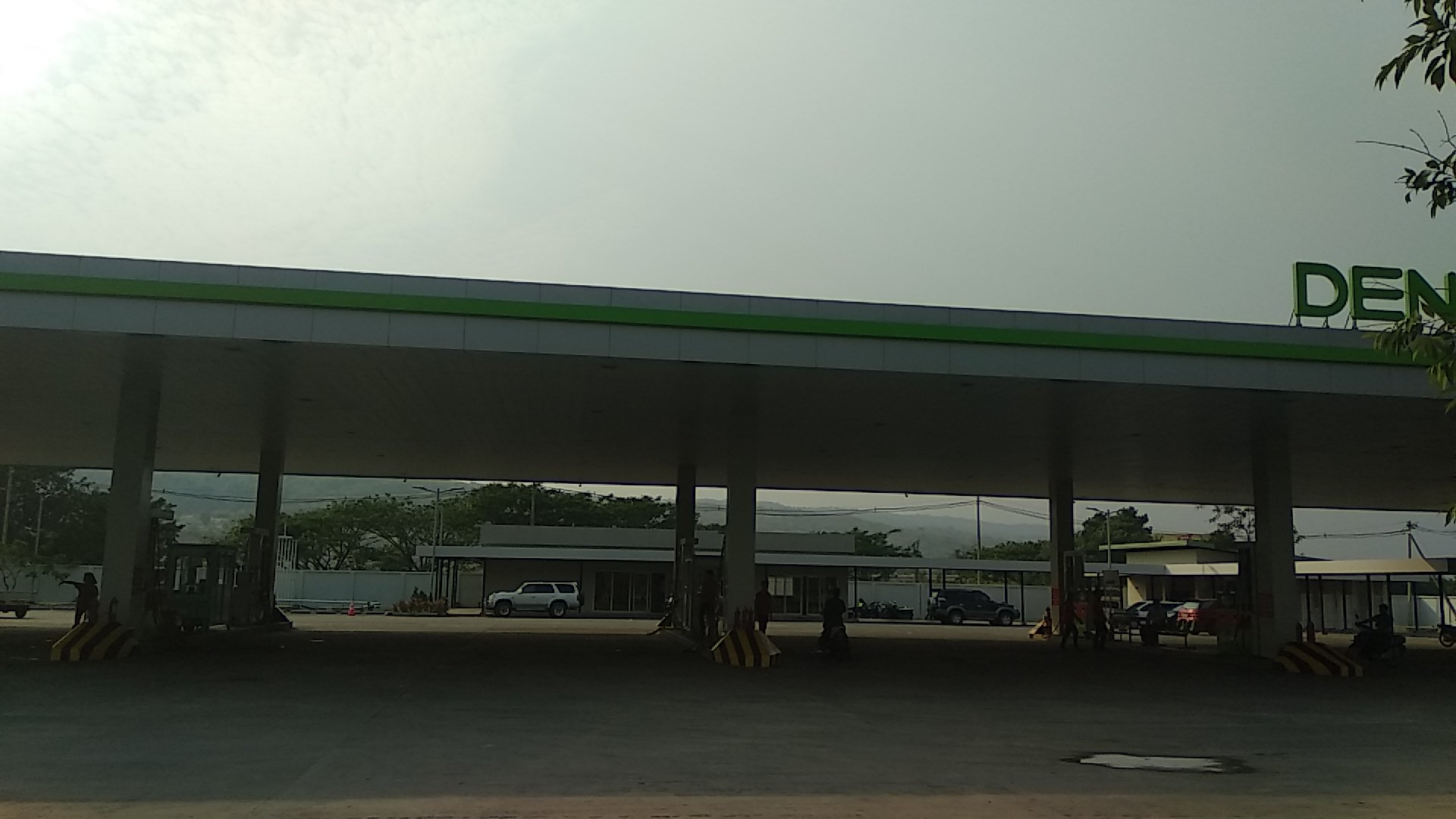
محطة وقود Denko كجزء من قطاع الطاقة والبنية التحتية في ميانمار

تجدر الإشارة إلى أن المنتج الزراعي الرئيسي في البلاد هو الأرز الذي يغطّي 60% تقريبًا من إجمالي المساحة المزروعة. يمثل الأرز 97% من إجمالي وزن الحبوب الغذائية المنتجة.
من خلال التعاون مع المعهد الدولي لبحوث الأرز، دُشّن 52 صنفًا حديثًا من الأرز في البلاد بين عامي 1966 و1997، ما ساعد على زيادة الإنتاج الوطني منه إلى 14 مليون طن في عام 1987، وإلى 19 مليون طن في عام 1996. بحلول عام 1988، زُرعت أصناف حديثة وغطّت مساحة نصف حقول الأرز في البلاد، بما في ذلك 98% من المساحات الزراعية المروية. في عام 2011، بلغ مجموع إنتاج ميانمار من الأرز المطحون 10.60 مليون طن، وهي زيادة بنسبة 1.8% عن عام 2010.
في شمال بورما، أنهى حظر الأفيون تقليدًا دام قرنًا من الزمان وهو زراعة الخشخاش المنوّم. غادر ما بين 20 ألفًا و30 ألفًا من مزارعي الخشخاش منطقة كوكانغ نتيجة للحظر المفروض في عام 2002. فرّ سكان منطقة وا، التي طُبق عليها الحظر في عام 2005، إلى المناطق التي ما تزال زراعة الأفيون فيها ممكنةً وقانونيةً، وينتقل حاليًا مزارعو الخشخاش السابقون إلى المناطق القريبة من مزارع المطاط، وغالبًا ما تكون هذه المزارع أحادية لمستثمرين صينيين.[بحاجة لمصدر]

### إنتاج الملابس
تُعد صناعة الملابس عاملًا رئيسيًا في خلق فرص العمل في منطقة يانغون، حيث وُظّف 200 ألف عامل تقريبًا في منتصف عام 2015. حددت حكومة ميانمار الحد الأدنى للأجور بمبلغ 4,800 كيات ميانماري (3.18 دولار أمريكي) في اليوم للعاملين في صناعة الملابس بدءًا من مارس 2018.
شهد قطاع الملابس في ميانمار تدفقًا كبيرًا للاستثمارات الأجنبية المباشرة، إن قيس بعدد المدخلات لا بقيمتها. في مارس عام 2012، أعلنت ست شركات من كبرى شركات صناعة الملابس في تايلاند أنها سوف تنقل الإنتاج إلى بورما، وخاصة إلى منطقة يانغون، معلّلة ذلك بسبب تكاليف العمالة الأقل. في منتصف عام 2015، كانت نسبة 55% تقريبًا من شركات الملابس المسجلة رسميًا في ميانمار مملوكة بالكامل أو جزئيًا لأجانب، إذ بلغت نسبة الشركات الأجنبية من الصين 25% تقريبًا، ومن هونغ كونغ 17% تقريبًا. تورّد الشركات الأجنبية جميع صادرات الملابس تقريبًا، وقد ارتفعت هذه الصادرات بسرعة في السنوات الأخيرة، لا سيما منذ رفع عقوبات الاتحاد الأوروبي في عام 2012. صدّرت ميانمار ما قيمته 1.6 مليار دولار من الملابس والمنسوجات في عام 2016.

### الطاقة المتجددة
تتمتع ميانمار بإمكانات غنية وجيدة للطاقة الشمسية والطاقة الكهرومائية. إن الإمكانيات التقنية للطاقة الشمسية في البلاد هي الأعلى بين دول منطقة الميكونغ الكبرى. تُعد طاقة الرياح والغاز الحيوي والكتلة الحيوية محدودة الإمكانيات وضعيفة النمو.

### السياحة
منذ عام 1992، شجعت الحكومة السياحة. دخل أقل من 750 ألف سائح البلاد سنويًا حتى عام 2008، ولكن هناك نمو ملحوظ في العدد على مدى السنوات الماضية. في عام 2012، زار البلاد 1.06 مليون سائح، وتوقِع أن يزورها 1.8 مليون سائح بحلول نهاية عام 2013، ومن ثم فإن السياحة تشكل قطاعًا متناميًا في اقتصاد بورما. تتمتع بورما بمناطق جذب سياحي متنوعة، وتُخدَم على الصعيد الدولي من شركات طيران متعددة عبر رحلات جوية مباشرة، وأيضًا تسيّر شركات الطيران المحلية والأجنبية رحلات داخل البلاد، وترسو السفن السياحية في يانغون. يُسمح بالدخول برًا ببطاقة عبور حدودية عبر عدة نقاط تفتيش حدودية. يتطلب الدخول جواز سفر ساري المفعول مع تأشيرة دخول لجميع السياح ورجال الأعمال. بدءًا من مايو عام 2010، أصبح بإمكان الزوار من رجال الأعمال الأجانب من أي بلد التقدم بطلب للحصول على تأشيرة عند الوصول، وذلك عند المرور عبر مطاري يانغون وماندالاي الدوليين دون الحاجة إلى اتخاذ أي تدابير أو ترتيبات مسبقة مع وكالات السفر. تسري التأشيرة السياحية والتأشيرة التجارية لمدة 28 يومًا قابلة للتجديد لمدة 14 يومًا إضافيًا للسياحة وثلاثة أشهر للعمل. تُعد زيارة بورما والتعرف على تفاصيلها من خلال مرشد أو دليل سياحي شخصي أمرًا شائعًا بشدة، ويستطيع السياح والزائرون استئجار المرشدين من خلال وكالات السفر.

### البنية التحتية
أشار مؤتمر قمة البنية التحتية في ميانمار عام 2018 إلى أن البلد بحاجة ماسّة إلى «سد الفجوة في البنية التحتية»، مع إنفاق مبلغ متوقع قدره 120 مليار دولار أمريكي لتمويل مشاريع البنية التحتية منذ الآن وحتى عام 2030. بشكل أكثر تحديدًا، ينبغي لتنمية البنية التحتية في ميانمار أن تحل ثلاث تحديات رئيسية على مدى السنوات المقبلة: 1) تحديث الطرق وشبكات النقل المجاورة ودمجها، و2) تطوير المطارات الإقليمية وتوسيع قدرتها، و3) صيانة البنية التحتية للنقل الحضري وتدعيمها، من خلال أقساط أدوات النقل المبتكرة، بما في ذلك، على سبيل المثال لا الحصر، سيارات الأجرة والحافلات المكيفة. ميانمار بحاجة إلى توسيع بنيتها التحتية التمكينية مثل النقل وإمدادات الطاقة والمرافق العامة.

## وصلات خارجية
- Myanmar Ministry of Commerce (MMC) News, information, journals, magazines related to Burmese business and commerce
- Myanmar-US Chamber of Commerce
- Union of Myanmar Federation of Chambers of Commerce and Industry (UMFCCI)
- World Bank Summary Trade Statistics Myanmar